# Хака

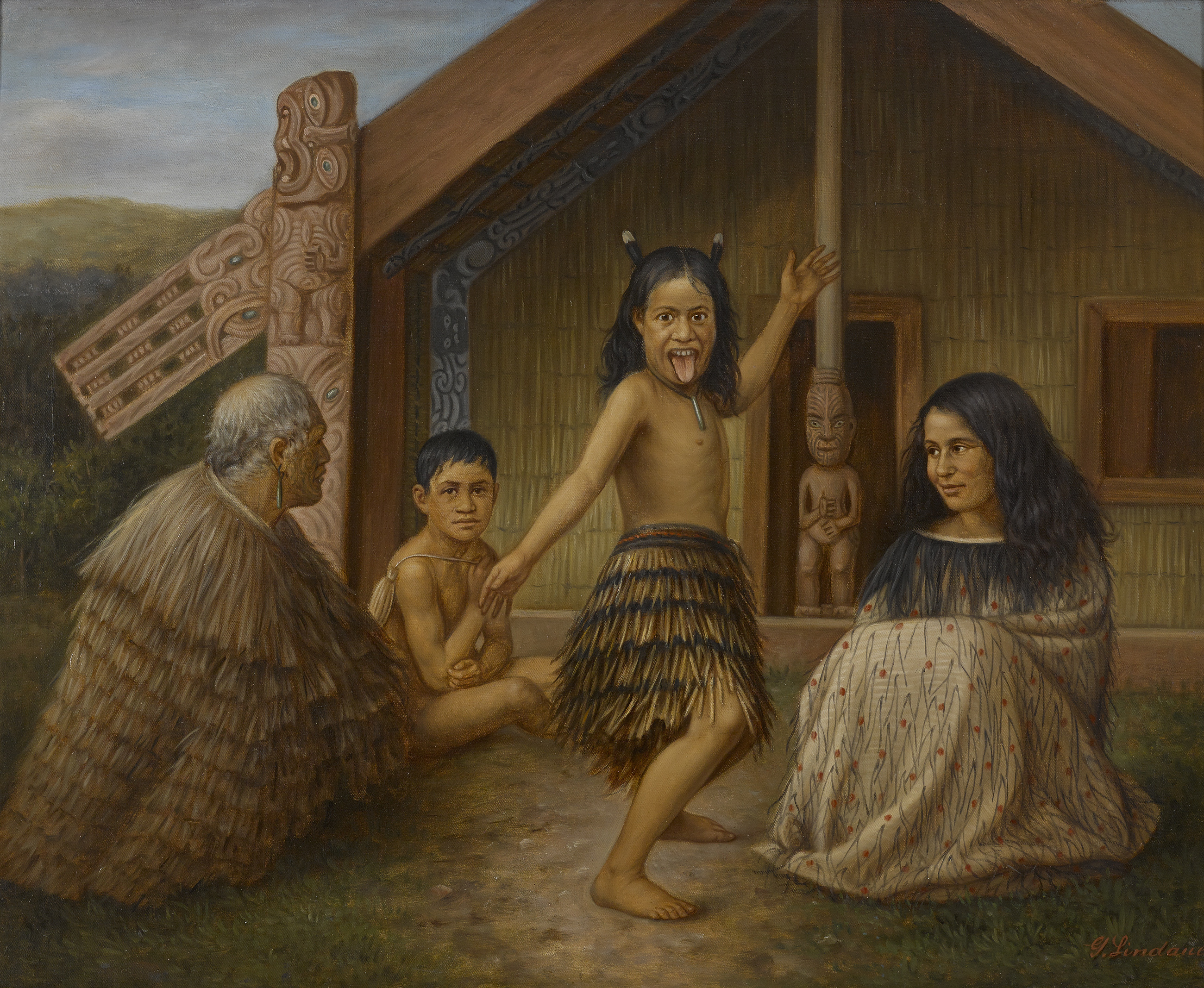
«Девочка маори учится танцевать хаку», Готфрид Линдауэр, 1907 год

Хака (маори haka) — ритуальный танец новозеландских маори, во время которого исполнители топают ногами, бьют себя по бёдрам и груди и выкрикивают аккомпанемент. Это один из самых известных видов музыкального искусства маори, благодаря регбийной команде All Blacks с хакой знакомо большинство жителей Новой Зеландии.
Слово «хака» на языке маори означает «танец в общем», а также «песня, сопровождающая танец». Хаку нельзя отнести исключительно к «танцам» или «песням»: по выражению Алана Армстронга, хака — это композиция, в которой каждый инструмент — руки, ноги, тело, язык, глаза — исполняет собственную партию.
Характерные детали хаки — танец исполняется одновременно всеми участниками и сопровождается гримасами. Гримасы (движения глаз и языка) очень важны, и именно по ним определяется, насколько хорошо исполнен танец. Женщинам, исполняющим хаку, не обязательно высовывать языки. Невоенные хака могут содержать волнообразные движения пальцами или кистями рук. Ведущий танца (мужчина или женщина) выкрикивает одну или две строки текста, после чего остальные хором отвечают припевом.

## История
Существует несколько разных легенд о происхождении хаки. Согласно одной из них, данный танец впервые исполнили женщины, искавшие некоего Каэ, который убил кита, принадлежавшего вождю племени. Женщины не знали, как он выглядит, но им было известно, что у него кривые зубы. Каэ находился среди других людей, и, чтобы определить его в толпе, женщины исполнили смешной танец с комическими движениями. Увидев хаку, Каэ рассмеялся, и его узнали.
Хака исполнялась преимущественно вечером для развлечения; существовали сугубо мужские хаки, женские, детские, а также подходящие взрослым обоих полов. Также с помощью этого танца приветствовали гостей во время пофири. Приветственные танцы обычно начинались воинственно, так как встречающим не были известны намерения прибывших. Именно таким воинственным танцем вооружённые маори встретили Джеймса Кука в 1769 году.
Христианский миссионер Генри Уильямс писал: «Необходимо запретить все старые обычаи, танцы, пение и татуировки, основные местные вакханалии. В Окленде люди любят собираться большими компаниями с целью демонстрации своих ужасающих танцев». Со временем отношение к танцам со стороны европейцев улучшилось, хаку стали регулярно исполнять при визитах королевской семьи.
В XXI веке хаку часто исполняют в Вооружённых силах Новой Зеландии. Два раза в год, начиная с 1972 года, проводится фестиваль-соревнование по хаке Те Мататини (маори Te Matatini). С конца XIX века регбийные команды исполняют этот танец перед соревнованием, в 2000-х годах эта традиция вызвала многочисленные споры и обвинения «All Blacks» в «девальвации» хаки.

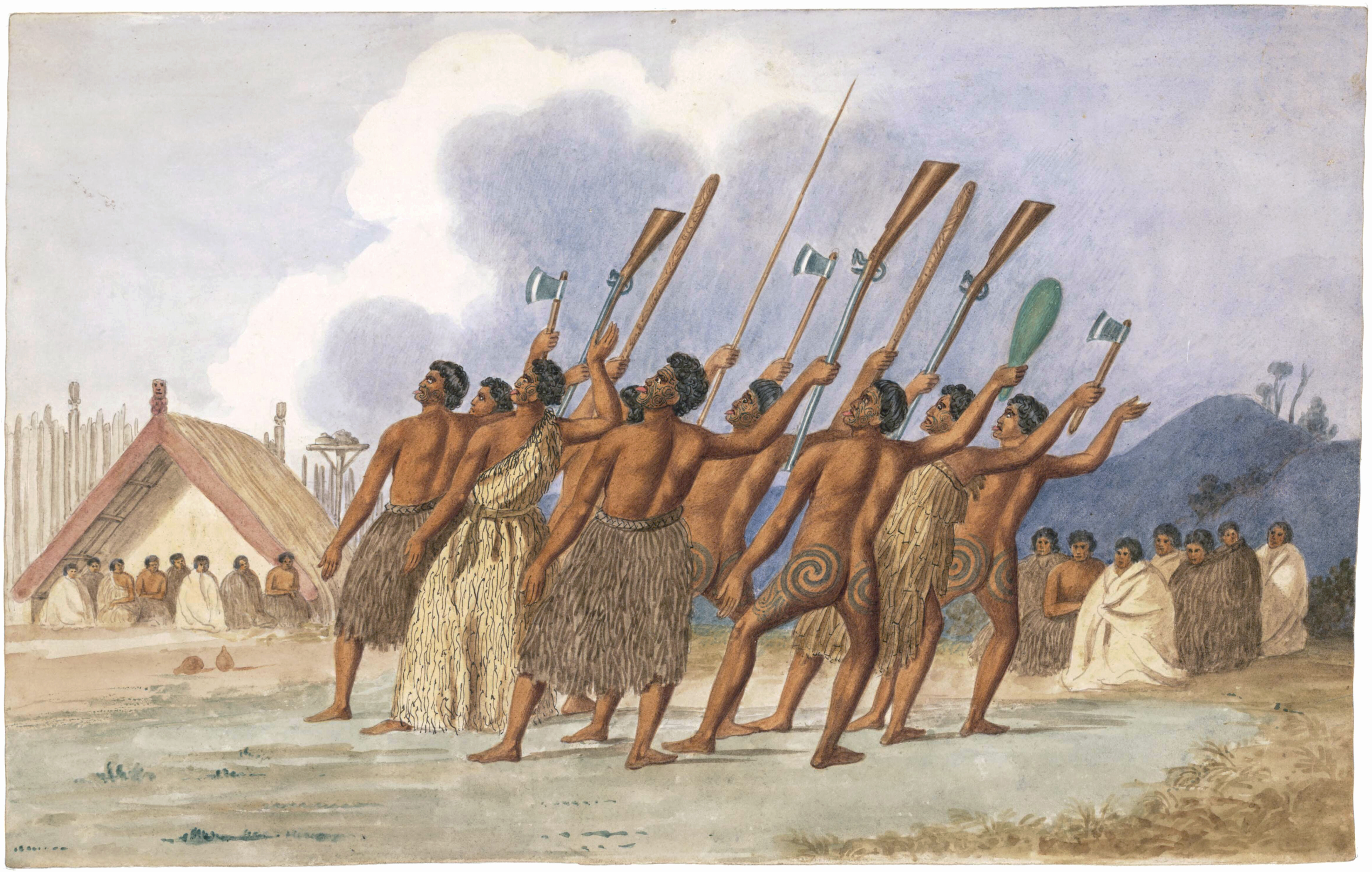
Военная хака, изображение около 1845 года
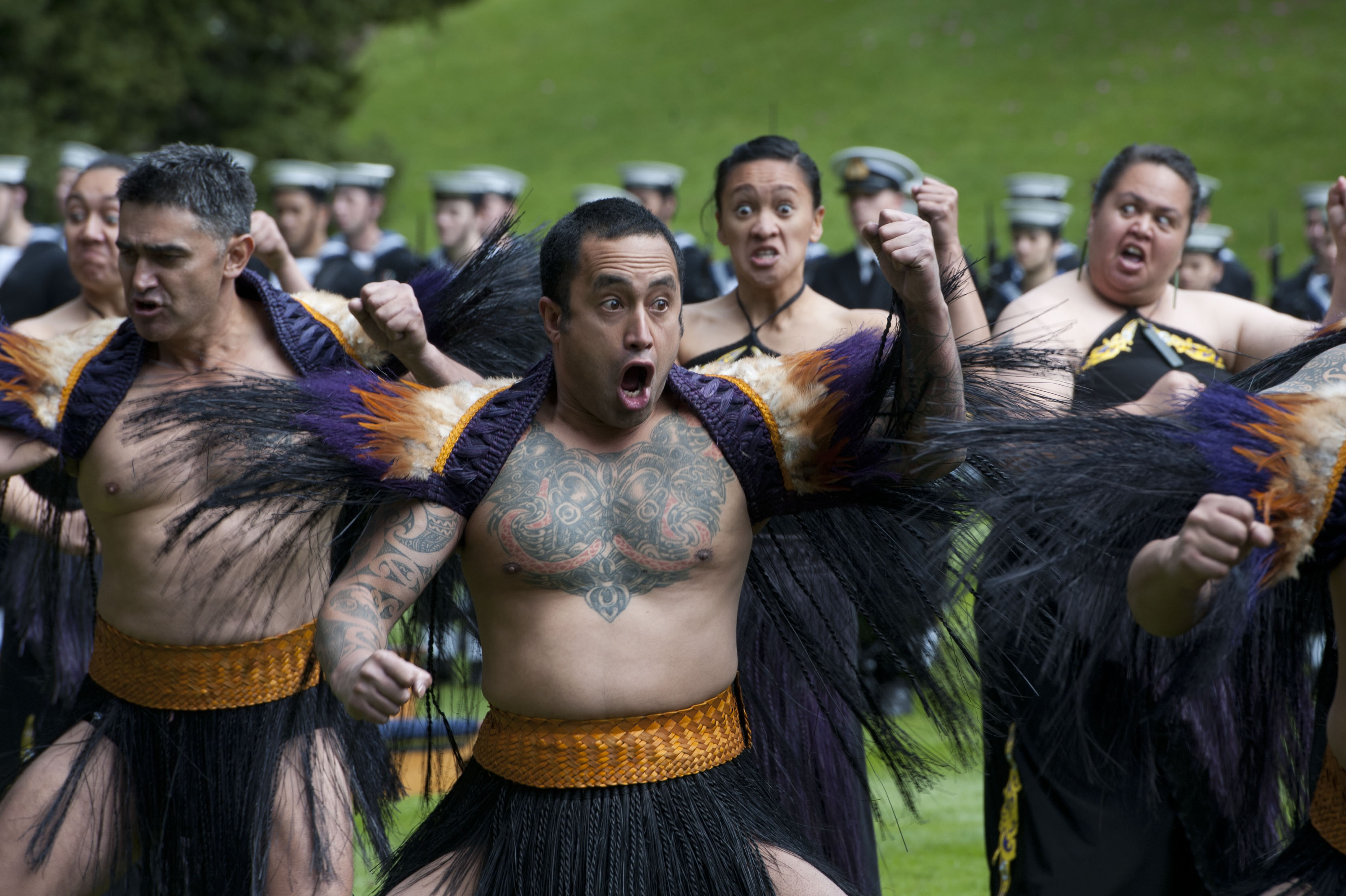
Церемония приветствия министра обороны США Леона Панетты
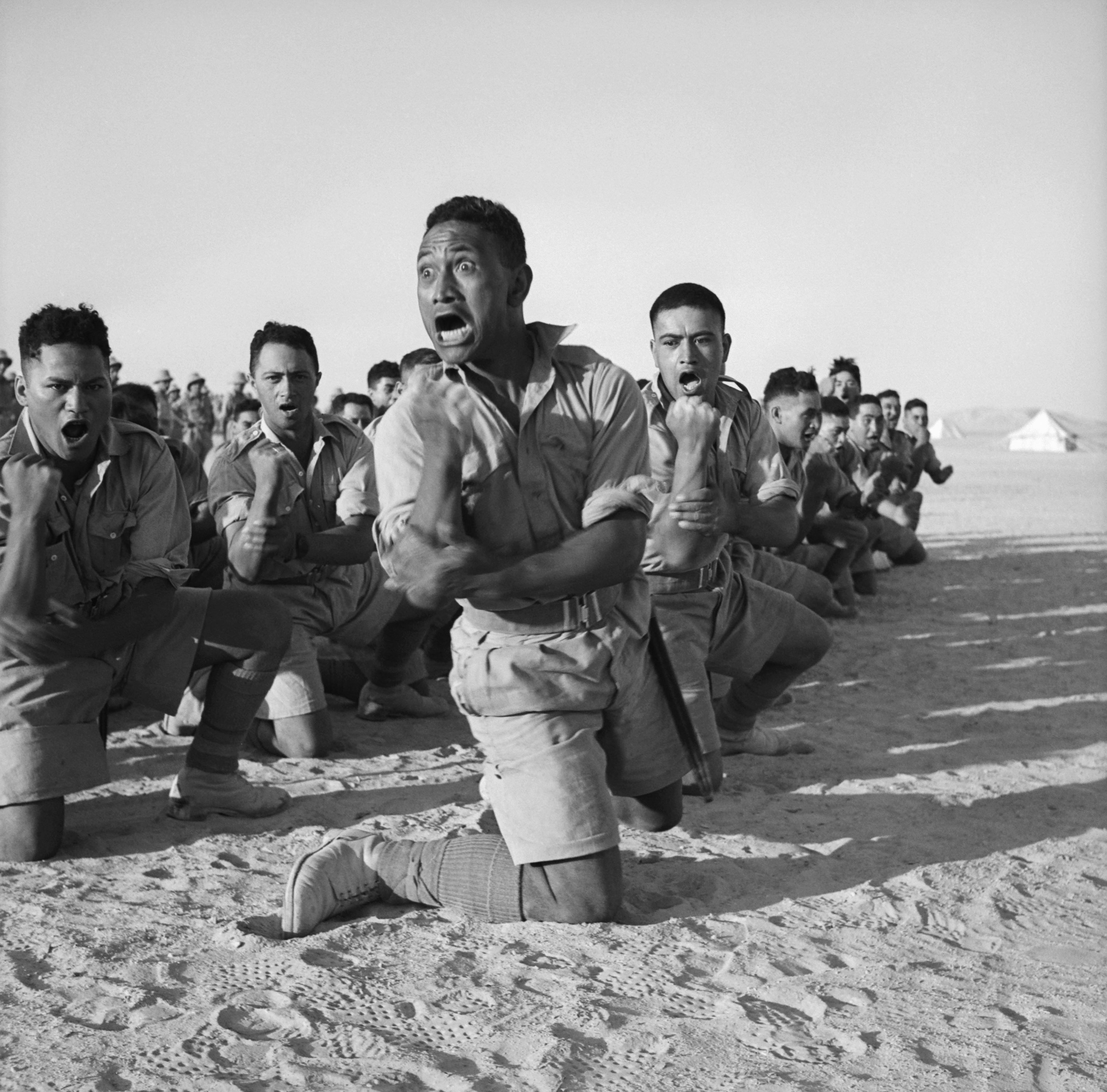
Батальон маори танцует хаку в Северной Африке

## Разновидности
«Перуперу» (маори peruperu) — военный хака, также называется «пуха» (маори puha, это название использовалось на военных сборах), исполнялся непосредственно перед битвой, в перерывах и после её успешного окончания. Танцующие часто потрясают в процессе своим оружием, таращат глаза, высовывают языки и истошно кричат, а их тела конвульсивно содрогаются. Особенность перуперу — одновременные прыжки всех исполняющих её воинов, а также то, что иногда мужчины танцевали его голыми, причём эрегированные пенисы считались знаком особенной смелости.
Разновидность перуперу, тутунгараху (маори tūtūngārahu, также маори ngārahu, маори whakatūtū-waewae, маори whakarewarewa) воины исполняли для того, чтобы определить, готово ли подразделение к бою. Старики нагибались к земле, а воины одновременно подпрыгивали. В случае, если хотя бы один мужчина оставался на земле, когда остальные уже были в воздухе, маори не выходили сражаться, так как это считалось дурным предзнаменованием.
Почти на каждом собрании маори исполняется хака «Тоиа маи» (реже — «Утаина»).
Слово «нгери» (маори ngeri) может означать любую короткую песню, написанную в обычном для хаки размере, исполняемую с танцем или без него. «Тумото» (маори tumoto) — яростный хака, исполняющийся после ранения или поражения. «Хака хорухору» (маори horuhoru) исполняется на коленях мужчинами и женщинами. «Хака коири» (маори koiri) включает плавные колыхательные движения. Ка-матэ — знаменитый хака маори, сочинённый рангатирой Те Раупарахой более двухсот лет назад. Другие известные композиторы хака — Тута Нихонихо («Те кири нгуту») и командующий 28-м батальоном маори Арапета Аватере.
Существуют и другие разновидности хаки.

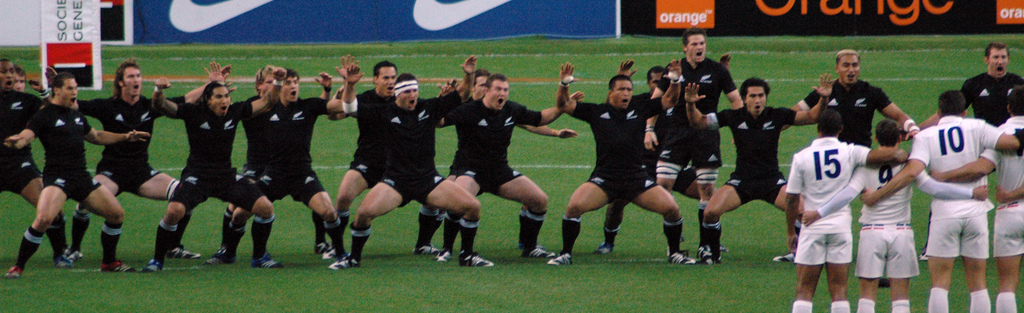
Национальная сборная Новой Зеландии по регби «Олл Блэкс» исполняет хаку «Ка-матэ». Игра против Франции, 2006
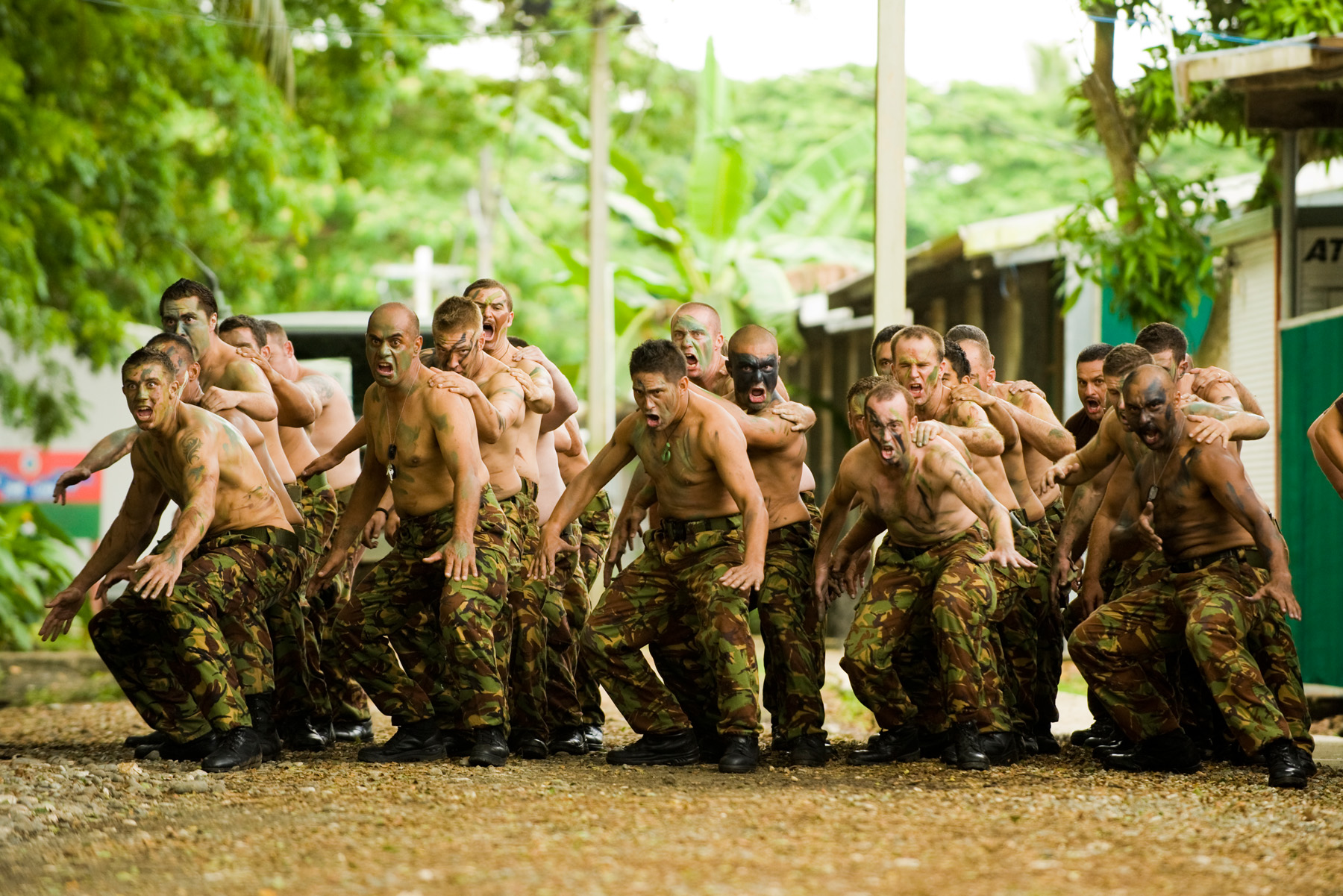
Новозеландские полицейские и военные исполняют хаку